# Dadju
Ne doit pas être confondu avec Dadzu.
Dadju Djuna, dit Dadju, né le 2 mai 1991 à Bobigny, est un chanteur, rappeur et acteur franco-congolais. 
Il est issu d'une famille de musiciens : son père Djanana Djuna est un chanteur du groupe Viva La Musica de Papa Wemba tandis que son frère, Gims, est aussi rappeur et chanteur. Il a également joué dans le film Ima de Nils Tavernier.

## Biographie

### Jeunesse et débuts
Cette section ne s'appuie pas, ou pas assez, sur des sources secondaires ou tertiaires indépendantes du sujet. Le texte peut contenir des analyses inexactes ou inédites de sources primaires.
Pour l'améliorer, ajoutez-en, ou placez des modèles {{Source secondaire souhaitée}} ou {{Source secondaire nécessaire}} sur les passages mal sourcés. (mars 2024)
Dadju naît le 2 mai 1991 à Bobigny,, en Seine Saint-Denis de parents d’origine kino-congolaise. Il grandit dans la cité Marcel-Cachin à Romainville. Il fait partie d'une fratrie de 14 enfants, dont certains sont également chanteurs.
Dadju baigne dans la musique dès son plus jeune âge avec un grand-père musicien, un père chanteur dans la troupe Viva La Musica de Papa Wemba et une mère qui lui fera découvrir les chants traditionnels subsahariens et religieux.

### Carrière

#### Débuts
Suivant les pas de son grand frère Gims, il décide lui aussi de se lancer dans la musique. Dadju commence la musique « par accident » en accompagnant régulièrement son frère Gims (alors connu sous le nom de Maître Gims) en studio. Ce dernier décide d'enregistrer une chanson avec lui, qui plaît à son entourage et l'encourage à se lancer professionnellement dans la musique.

#### The Shin Sekaï (2012-2016)
En 2012, Dadju signe chez Wati B, le même label que son frère Gims dont la carrière, à cette époque, est à son apogée avec le groupe Sexion d'assaut.
Au sein du label, il rencontre Abou Tall avec qui il décidera de faire un groupe, car son timbre vocal s'accorde très bien avec le rap de Tall[réf. nécessaire].
Dadju et Abou Tall commencent à travailler ensemble en 2012, en postant une vidéo freestyle sur Internet intitulée Le Nouveau Monde. Le nom du groupe fait référence au Nouveau Monde issu de One Piece, les deux rappeurs étant fans de mangas. En dehors de cela, Dadju participe à un duo avec Big Ali et d'autres membres du Wati B sur le titre WatiBigAli qui révélera Dadju au grand public.
The Shin Sekaï sort un premier titre, Moi d'abord, en 2012 sur Internet. Ils sont révélés au grand public avec Je reviendrai, issu de leur compilation The Shin Sekai Volume I. Cependant leur succès n'éclate qu'en 2013 grâce au titre Rêver, issu de leur album The Shin Sekaï Volume II. Leur titre Du Berceau au Linceul, extrait du même album, entre dans le Top 10 des classements en France. Pour continuer l'ascension du groupe, The Shin Sekai décide de publier, le 27 juin 2014, leur clip du morceau Mes torts extrait de The Shin Sekaï Volume II. Le 22 octobre 2014, le groupe remporte le titre de « meilleur groupe de l'année 2014 » aux Trace Awards.
Le 25 mars 2016, The Shin Sekaï sort l'album Indéfini, avec des tubes comme Ma jolie, Alter Ego et Aime-moi demain avec la participation de Gradur.
L'album Indéfini s'écoule à 4296 ventes en première semaine.

#### Gentleman 2.0(2016-2018)
En 2016, Dadju et Abou Tall annoncent sur les réseaux sociaux faire une pause dans leur carrière de groupe, et se lancent chacun dans un projet solo.
De son côté, dès la fin de l'année, Dadju sort quelques morceaux gratuitement, comme Kitoko et Bonne, sur son profil Facebook.
En 2017, Dadju sort, sur Instagram puis sur YouTube, une série de clips vidéo s'intitulant G 2.0 Live, des morceaux pour faire la promotion de son futur album, Gentleman 2.0. Le premier titre du nom, intitulé Reine, est celui qui plaît le plus aux fans. Ces derniers réclament alors une version complète sortie en avril 2017. Détrônant les succès du moment, Reine se hisse à la première place du Top iTunes, jusqu'à obtenir un simple disque de diamant
ainsi que plus de cent millions de vues sur YouTube en février 2018.
Le 22 octobre, Dadju sort le dernier G 2.0 Live, et annonce la sortie de son album le 24 novembre.
Le 27 octobre, il sort le simple Ma fierté avec la participation de Maître Gims et d'Alonzo. À partir du 10 novembre, il sort une série de clips vidéo en plusieurs parties avec un scénario : Intuition le 10 novembre, Comme si de rien n’était le 17 novembre et Seconde Chance le 24 novembre.
En 2018, il est élu « Révélation française de l’année » aux NRJ Music Awards 2018.
Dans la même année, Il annonce la fin de sa carrière musical bientôt, il dit « J'espère que dans cinq ans je ne serai même plus là, plus dans la musique. J'aime beaucoup ce que je fais, mais si j'ai l’opportunité d'arrêter, et si j'arrive à le faire parce que c'est super dur, je pense que j'arrêterai. Je veux pas être là dans dix ans, quinze ans, en train de faire mon 7 ou 8e album… Je ne vois pas l'intérêt ».

#### Poison ou Antidote(2019-2021)
Après le succès de son premier album, Gentleman 2.0, Dadju est de retour. L'artiste dévoile son single Compliqué, le premier extrait de son second album, composé par MKL.
En octobre, Dadju annonce la sortie de son deuxième album solo, Poison, pour le 15 novembre 2019.
Deux jours après, le 18 novembre 2019, Dadju sort la deuxième partie de son album Antidote. Moins de deux semaines après la mise en vente de cette deuxième partie, l'album original est certifié disque d'or avec plus de 50 000 exemplaires vendus, puis disque de platine fin décembre 2019.
Il devient double disque de platine en juillet 2020. En octobre 2020, Dadju dévoile la réédition de son album Poison ou Antidote. Cette dernière s'intitule Edition Miel Book et est composée de 14 titres décrivant 14 histoires différentes. L'album devient triple disque de platine en décembre 2020.

#### Cullinan(2022)
Le 18 février 2022, Dadju dévoile son nouveau single King, premier extrait de son nouvel album solo, à paraitre courant 2022.
Le 9 mars, il annonce la sortie de son troisième album, Cullinan, qui sortira le 13 mai 2022 et de son premier film Ima le 11 mai.
En avril, il dévoile déjà deux titres, Picsou et Toko Toko, en featuring avec Gazo et Ronisia, qui sont tous les deux un succès.
Le 12 novembre 2022, Dadju ajoute encore 3 titres inédits comme réédition de son album Cullinan - La Gelée Royale, dont un titre Saigne en collaboration avec PLK.

#### Héritageavec Tayc (depuis 2023)
En 2023, Il annonce une série sur sa vie qui s'appelle Ça va bien se passer.
Fin 2023, lui et Tayc annoncent la sortie d'un album en commun. L'album sort en février 2024.

### Vie privée

#### Vie sentimentale
Via YouTube, Dadju annonce le 22 novembre 2017, dans la vidéo d'introduction de son album Gentleman 2.0, qu'il s'est marié le 8 janvier 2017. Il fait part sur le réseau social Instagram qu'il est devenu père d'une petite fille, Maamou, née le 19 octobre 2017. Dans son album Poison ou Antidote, il lui dédie une chanson, à l'occasion de la sortie de cet album en octobre 2019, il annonce qu'il va devenir papa pour la deuxième fois. Enfin le 18 décembre 2021 lors de son troisième concert au Sénégal, Dadju annonce qu'il va être papa pour la troisième fois,.

#### Autres
Comme son aîné Gims, il se voit accordé en 2022, le statut d'ambassadeur culturel de la RDC avec un passeport diplomatique remis en mains propres par le président Félix Tshisekedi.

## Discographie

### Albums avec The Shin Sekaï
- 2013 : The Shin Sekaï, vol. 1
- 2014 : The Shin Sekaï, vol. 2
- 2016 : Indéfini

## Filmographie

### Cinéma

#### Longs métrages
- 2022 : Ima (film) de Nils Tavernier : lui-même[42]

## Distinctions
| Année | Prix                         | Catégorie                                                                   | Résultat   |
| ----- | ---------------------------- | --------------------------------------------------------------------------- | ---------- |
| 2018  | NRJ Music Awards 2018        | Révélation francophone de l'année                                           | Lauréat    |
| 2018  | La Chanson de l'année        | Chanson de l'année pour Reine                                               | Nomination |
| 2020  | La Chanson de l'année        | Chanson de l'année pour Bobo au cœur                                        | Nomination |
| 2020  | NRJ Music Awards 2020        | Artiste masculin francophone de l'année                                     | Lauréat    |
| 2020  | NRJ Music Awards 2020        | Collaboration francophone de l'année (feat. Soolking - Meleğim)             | Lauréat    |
| 2021  | NRJ Music Awards 2021        | Artiste masculin francophone de l'année                                     | Lauréat    |
| 2023  | Les Flammes                  | La flamme de l'album nouvelle pop de l'année pour Cullinan                  | Nomination |
| 2023  | Les Flammes                  | La flamme du morceau afro ou d'inspiration afro de l'année pour Ambassadeur | Nomination |
| 2024  | NRJ Music Awards 2024        | Collaboration francophone de l'année (feat. Tayc - I Love You)              | Lauréat    |
| 2024  | MTV Europe Music Awards 2024 | Meilleur artiste français                                                   | Nomination |